# Ветрењача у Орому
Ветрењача у Орому, насељеном месту на територији општине Кањижа, представља непокретно културно добро као споменик културе.
Осамдесетих година 19. века, у атару Орома радило је једанаест ветрењача. На крају 20. века остала је само једна, такозвана „bajus” ветрењача, која је изграђена шездесетих година 19. века. На сандуцима за брашно је био урезан датум изградње. Ветрењача је раније стајала у Ушторки. Њен власник, надајући се бољој заради, унутрашњу опрему млина је демонтирао и пренео на Велики пут. Ветрењача је шездесетих година била у поседу породице Ковач, а задњи власник је био Иштван Ковач. 

## Опис ветрењаче
Шаторасти кров ветрењаче је покретан. Покретљивост је омогућио широки диск од тврдог дрвета. Једна страна високог кровишта је одвод, кроз који пролази широка покретна осовина. На њене ивице су шарафима причвршћене траверзе, а једра са гвозденим тракама. У почетку је млин из Орома функционисао са четири крила да би се са опадањем капацитета скинула два. У таванском простору стоји велико коло које се покретало великим добошем. У истом таванском простору на широку осовину надовезује се главна осовина. На другом спрату је смештен велики добош којег покреће точак са зупцима. Овај систем покреће главну осовину. На делу другог спрата је и брзо коло које покреће мале добоше, у овом случају три. Од малих добоша до млинских каменова на првом спрату водиле су гвоздене виле. 
Млински каменови су били састављени из два дела. Доњи камен долњак је био причвршћен за под помоћу гипса на четири места. Каменови су били обухваћени обручем од јеловине. Изнад каменова је био монтиран, такође од јеловине, кош за жито. На овом спрату је била још направа за скидање каменова. Данас су од овог механизма остали су само покретни доњи каменови. Брашно се од млинских каменова до сандука испуштало помоћу цеви. У приземном делу су била постављена велика шестоугаона свилена сита за одвајање мекиња од брашна. На овом простору тзв. копозо је служио за пречишћавање жита. Изван млина је био смештен механизам за окретање једара у правцу ветра. Објекат ветрењаче је знатно оштећен. Спољашњи део механизма-крила и остали део у потпуности су уништени. Од механизма за млевење, сачувани су само фрагменти.
Године 1987. према условима Завода из Суботице, делимично је санирана зграда. Том приликом је израђен програм ревитализације комплекса који није остварен.